# Айлама
Айлама  (груз. აილამა) — гірська вершина в  Головному Кавказькому хребті в районі  Балкарії, підноситься над льодовиком Айлама в долині Дихсуу.

## Етимологія
Назва походить від балкарського айламак — «далі йти нікуди» або «далі не ходи». Другий варіант походить від балкарського айланма — «звивистий». Місцеве трактування — «гора, під якою погані кочовища».

## Виноски
1. ↑  GEOnet Names Server — 2018.
2. 1 2  https://www.peakbagger.com/peak.aspx?pid=10420
3. ↑  Топонимический словарь Кавказа. А. В. Твердый. 2011. Архів оригіналу за 30 травня 2015. Процитовано 8 травня 2015.